# Марриотт (Всемирный торговый центр)

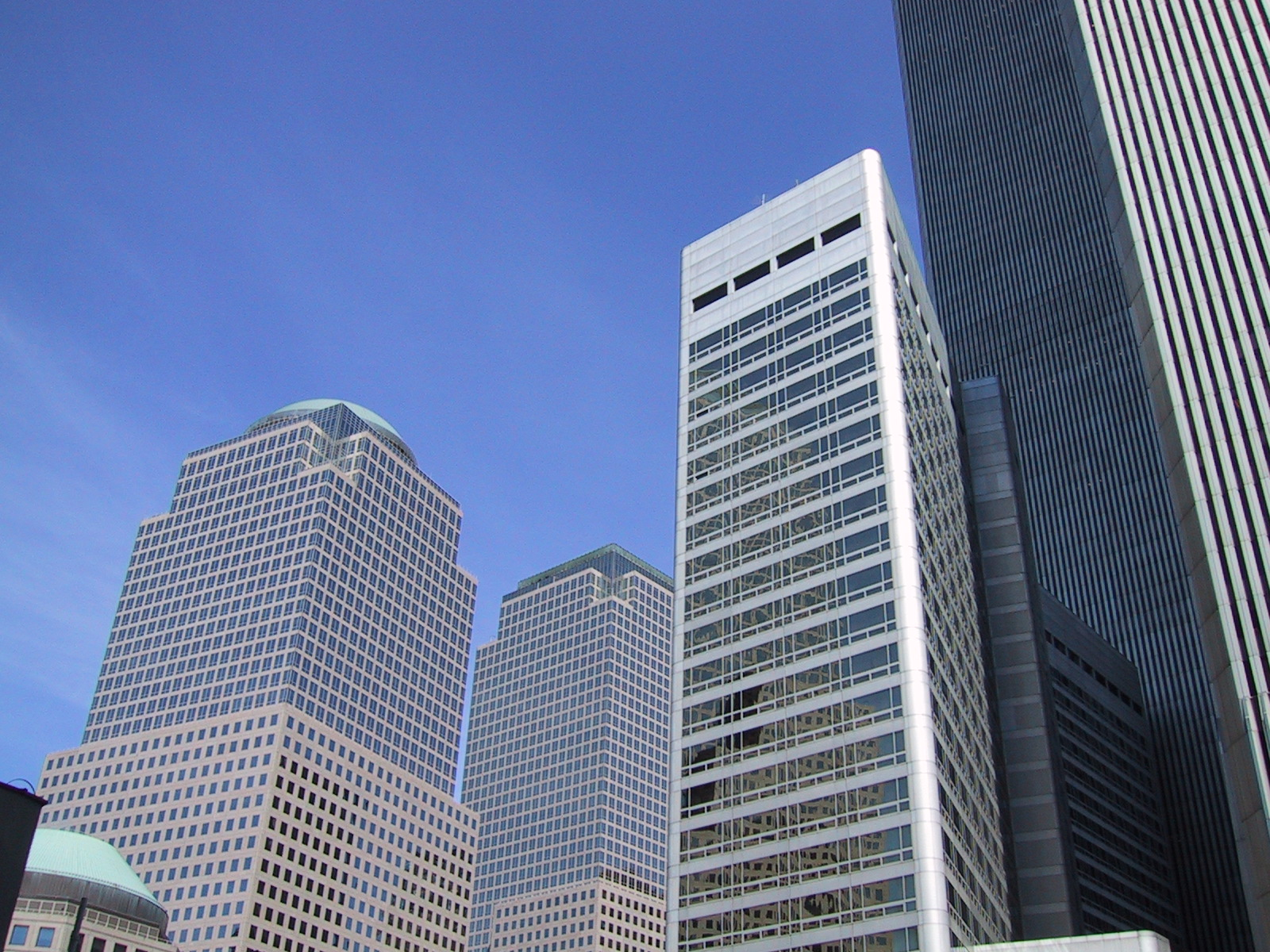
11 сентября 2001

Всемирный торговый центр 3, или Отель Марриотт (до 1993 года Отель Виста) (англ. Marriott Hotel, Vista Hotel), — 22-этажное здание со стальным каркасом, с располагавшимся в нём отелем на 825 номеров. Являлся частью комплекса Всемирного торгового центра.
Здание было разрушено во время терактов 11 сентября 2001 года в результате обрушения Северной и Южной башен Всемирного торгового центра.

## История
Открытое в 1981 году компанией «Виста Интернешнл», здание было расположено у подножья Северной и Южной башен торгового центра в Нью-Йорке (Виста — название бренда, под которым «Хилтон Интернешнл» управляло сетью отелей в Соединённых Штатах).
Отель «Марриотт» был первым отелем компании Виста, который открылся в Нижнем Манхэттене с 1836 года.
Здание было спроектировано архитектурным бюро Skidmore, Owings & Merrill и принадлежало правлению портов Нью-Йорка и Нью-Джерси. 

Отель был продан в 1995 году компании «Хост Марриотт Корпорейшн», после того как тогдашние губернаторы Джордж Патаки (Нью-Йорка) и Кристина Тодд Уитман (Нью-Джерси) оказали давление на портовых чиновников, чтобы продать менее доходные активы.

## Взрыв в здании ВТЦ 1993 г
26 февраля 1993 года отель был серьёзно повреждён. Террористы[кто?] захватили фургон и загрузили в него 682 килограмма взрывчатки, затем припарковали его на парковочном этаже, прямо под холлом отеля. В 12:18 (по местному времени) взрывчатка разрушила и сильно повредила нижние этажи в комплексе ВТЦ.
После капитального ремонта отель заново открылся в ноябре 1994 года.

## Террористическая атака 11 сентября 2001 года

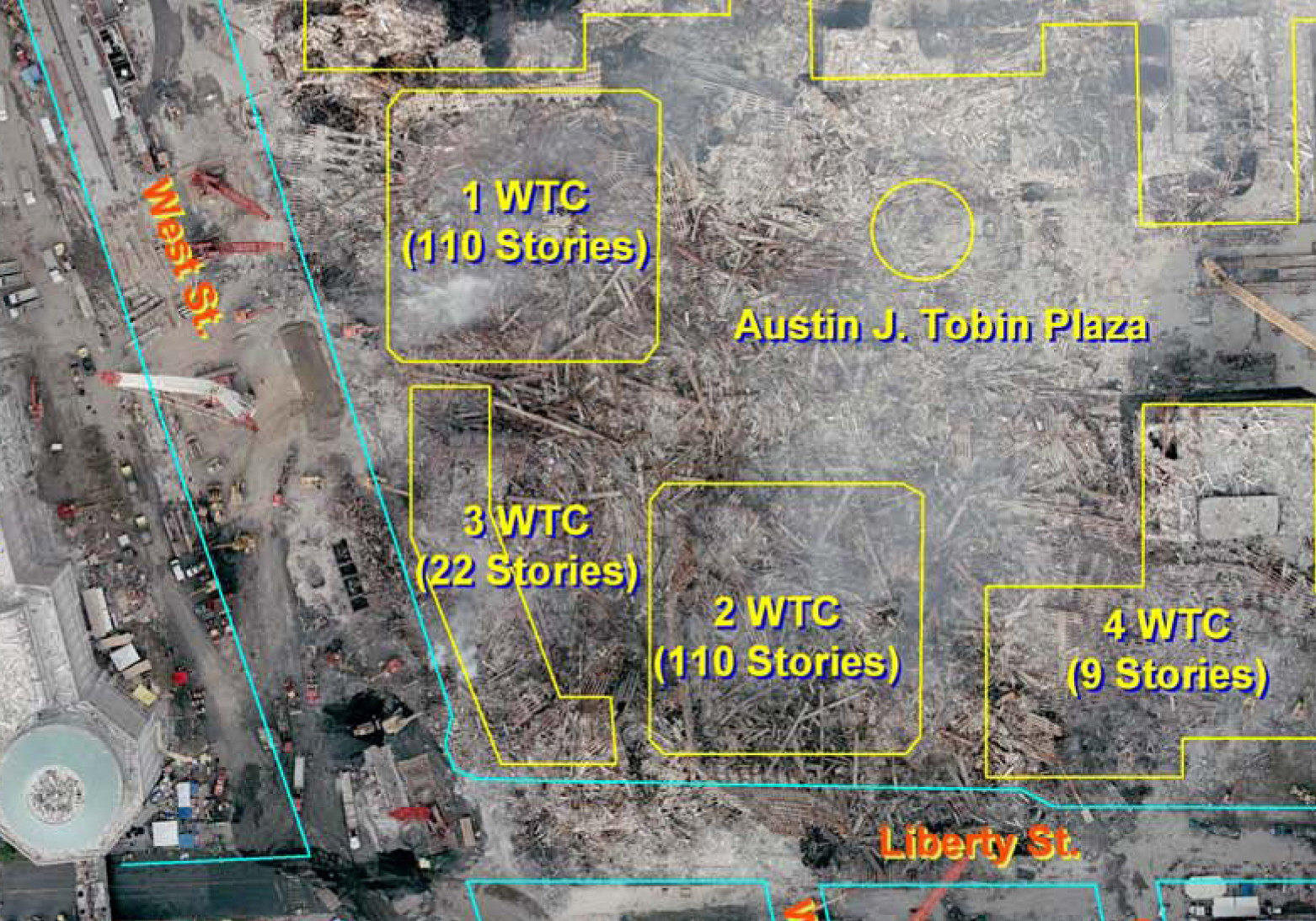
Граунд-Зиро с обведёнными контурами ранее стоявших зданий комплекса ВТЦ

На момент атаки 11 сентября 2001 года отель работал на полную мощность и имел 1000 зарегистрированных постояльцев. Отель был соединён с башнями ВТЦ 1 и ВТЦ 2, и многие проходили через отель, чтобы добраться до башен-близнецов. К тому же в отеле проходила ежегодная конференция Национальной ассоциации экономистов.
Когда первый самолёт врезался в Северную Башню (ВТЦ 1), его обломки упали на крышу отеля «Марриотт». Есть много свидетелей[чего?] из числа пожарных, которые поднимались по лестницам отеля на второй этаж. Пожарные использовали вестибюль как зону отдыха, куда также эвакуировали гостей, до сих пор остававшихся в отеле.
Пожарные также сообщали о телах людей, которые выпрыгнули из горящих башен, на крыше отеля.

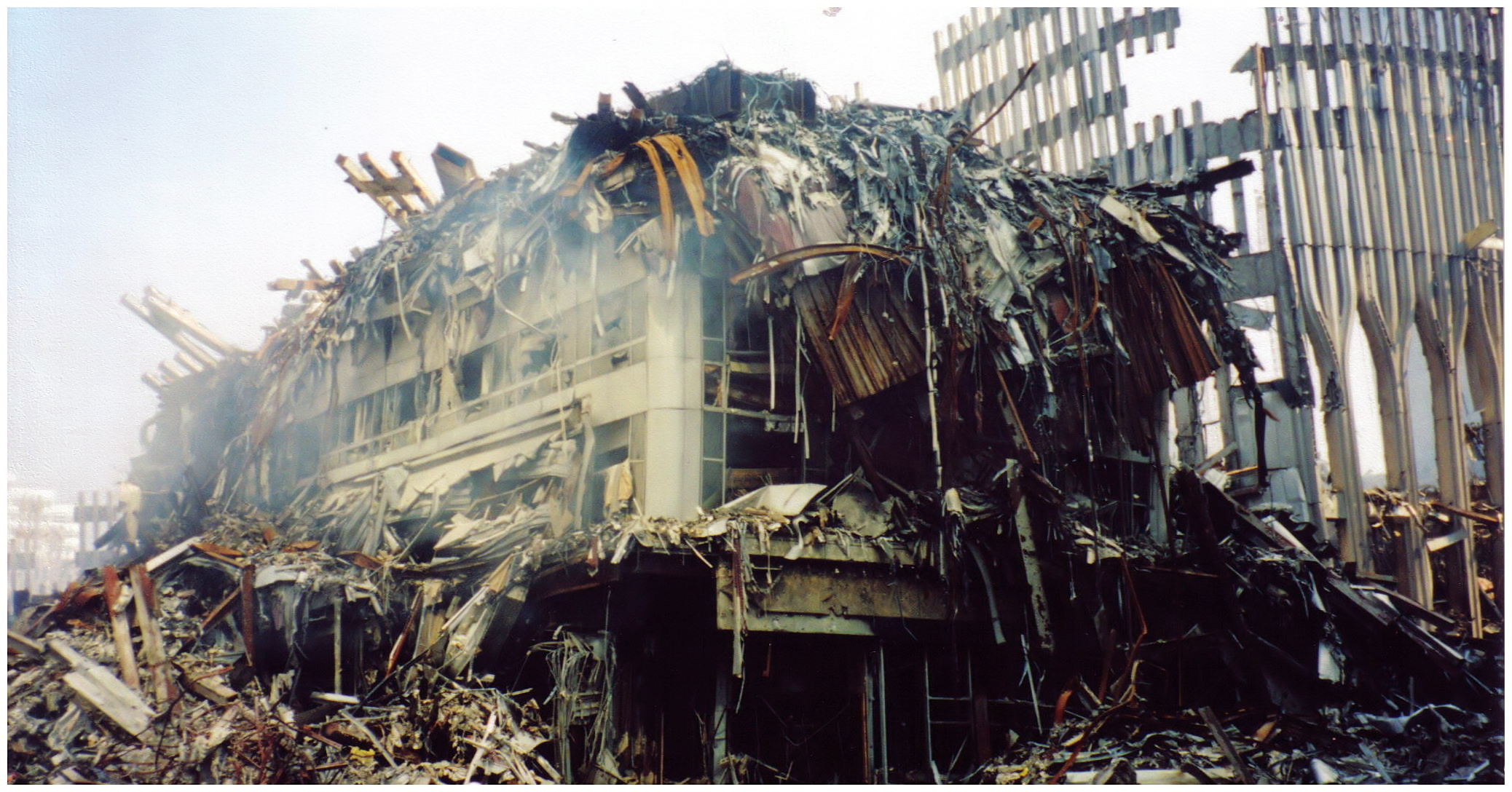
Оставшиеся 4 этажа отеля после падения обоих башен. Справа виден остаток стены WTC 1

Разрушение Южной Башни (ВТЦ 2) разрубило 22-этажный отель надвое (это видно в документальном фильме «9/11»), а падение Северной Башни уничтожило оставшуюся часть отеля, кроме небольшой секции высотой в 4 этажа (как видно на фотографии).
Четырнадцати людям, пытавшимся спастись из отеля, частично разрушенного от первого удара, пришлось пережить и второй удар в этой небольшой секции (эта часть отеля была отремонтирована и укреплена после первого теракта в ВТЦ в 1993 году).
В результате обрушения башен-близнецов отель был уничтожен. Примерно 40 человек погибли в отеле, включая двух сотрудников и множество пожарных, которые использовали здание как место отдыха.
Здание и выжившие в нём люди показаны в документальном фильме «Hotel Ground Zero», премьера которого состоялась 11 сентября 2009 года на канале «History Channel».